# Somewhere in the City
Pour plus de détails, voir Fiche technique et Distribution.
Somewhere in the City est un film américain réalisé par Ramin Niami, sorti en 1998.

## Synopsis
La vie de plusieurs habitants du Lower East Side : la thérapeute Betty, l'immigrante chinoise Lu Lu, le gauchiste Che, la femme du superviseur de l'immeuble Marta et l'arnaqueur Frankie.

## Fiche technique
- Titre : Somewhere in the City
- Réalisation : Ramin Niami
- Scénario : Patrick Dillon et Ramin Niami
- Musique : John Cale
- Photographie : Igor Sunara
- Montage : Elizabeth Gazzara et Ramin Niami
- Production : Ramin Niami et Karen Robson
- Société de production : Sideshow
- Pays :  États-Unis
- Genre : Comédie dramatique
- Durée : 94 minutes
- Dates de sortie : 
  -  États-Unis : 18 septembre 1998

## Distribution
- Sandra Bernhard : Betty
- Ornella Muti : Marta
- Robert John Burke : Frankie
- Peter Stormare : Graham
- Bai Ling : Lu Lu
- Paul Anthony Stewart : Che
- Bulle Ogier : Brigitte
- Linda Dano : la productrice de télévision
- Bill Sage : Justin
- Steven Schub
- Kim Walker (en) : Molly, l'apprentie actrice texane
- John Fugelsang : Henry
- Robert H. Shapiro : Larry
- Kelly Dupre : 2-Kool
- Jimmy Noonan : Brain
- Victoria Bastel : Johanna
- David Pittu : l'agent de Graham
- Paolina Weber : Nine
- Mike Danner : George
- Ed Koch : lui-même
- Chad Boreen : Band Fan

## Accueil
Ken Eisner pour Variety évoque un film « amusant » et « plutôt optimiste ».